# Sam Allison
Sam Allison (* 1980) ist ein englischer Fußballschiedsrichter.

## Werdegang
Als Fußballer trat Allison u. a. für Swindon Town, Bristol City, AFC Bournemouth und Exeter City sowie für Clubs unterhalb der English Football League. Parallel fing er bei der Bereitschaftsfeuerwehr an, um finanziell über die Runden zu kommen. Über einen Mitarbeiter eines ehemaligen Vereins, der als Ausbilder für Schiedsrichter wirkte, nahm er den Impuls auf, nach seiner aktiven Laufbahn, als Spielleiter weiter auf dem Platz zu sein. Im Februar 2011 pfiff Allison erstmals ein Spiel und wechselte, um Beruf und Leidenschaft vereinen zu können, innerhalb der Feuerwehr auf eine Leitungsposition. Nach einer eine Phase als Mitarbeiter in Teilzeit gelang Allison der Sprung zum hauptberuflichen Schiedsrichter. Im 13 Stufen umfassenden System des englischen Schiedsrichterwesens arbeitete er sich mit der Zeit so weit nach oben, dass zur Saison 2023/24 Stufe 2 erreichte, in der die Schiedsrichter vor allem in der EFL Championship, der EFL League One und EFL League Two, den drei professionellen Ligen unterhalb der Premier League, zum Einsatz kommen. In der Premier-League-Saison 2022/23 war er im Oktober 2022 Vierter Offizieller bei der Partie von Brighton & Hove Albion gegen FC Chelsea. Beim FA Cup 2023/24 führte er in einer Partie das erste komplett nicht-weiße Schiedsrichterteam in der Geschichte des Wettbewerbs an und in der Premier League 2023/24 wurde er am 26. Dezember 2023 in der Partie von Sheffield United gegen Luton Town im Alter von 42 Jahren zum ersten schwarzen Schiedsrichter seit Uriah Rennie 15 Jahre zuvor und insgesamt zum zweiten überhaupt.
Über seinen Großvater Herbert Allison ist er verwandt mit Fitzroy Simpson, einem ehemaligen Premier-League- und Nationalspieler Jamaikas.